# Judith Mangelsdorf

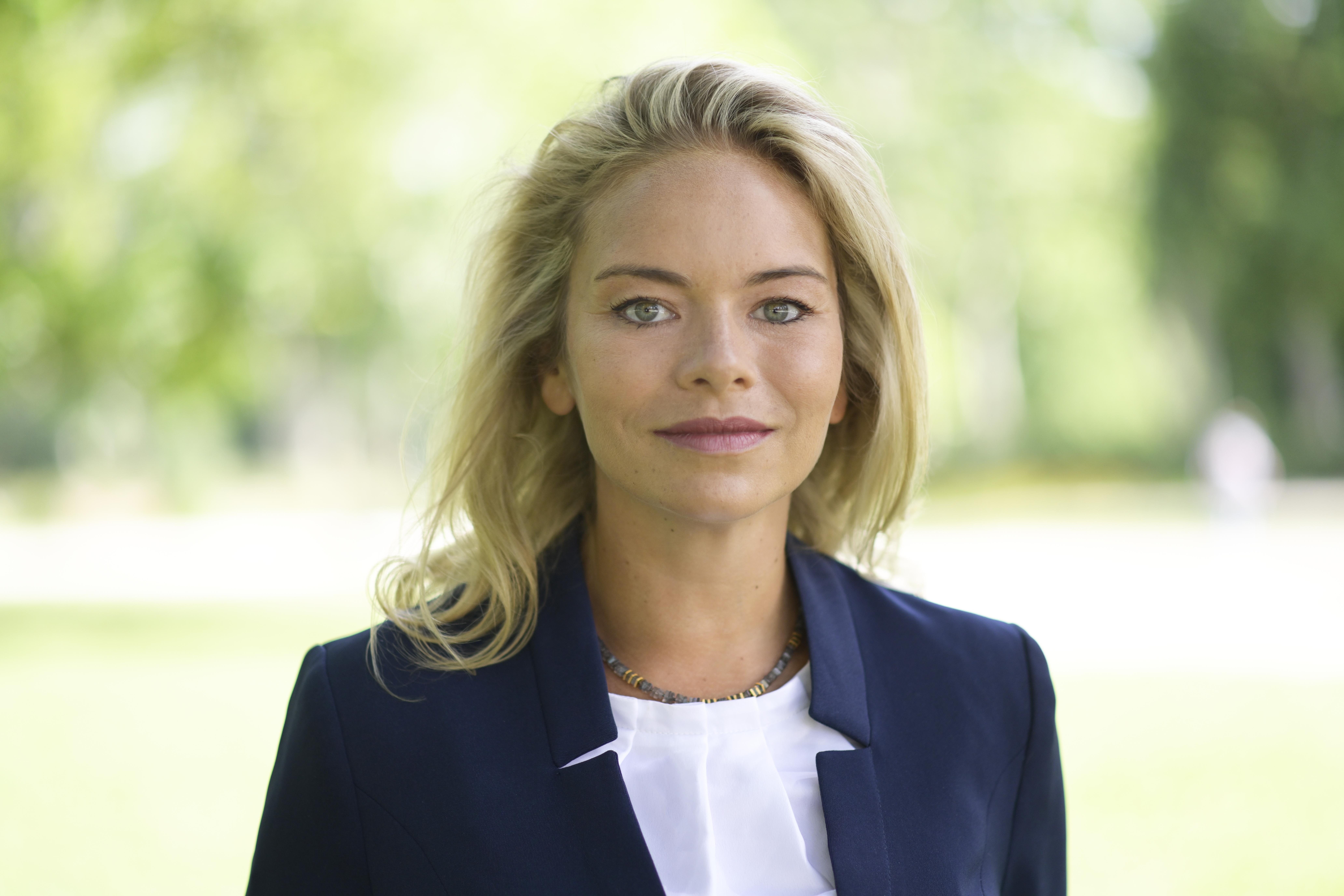
Judith Mangeldorf 2020

Judith Mangelsdorf (* 8. Juni 1984 in Berlin) ist eine deutsche Psychologin, Glücksforscherin und Deutschlands erste volle Professorin für Positive Psychologie. Sie lehrt und forscht an der Deutschen Hochschule für Gesundheit und Sport. Mangelsdorf leitet den ersten deutschen Masterstudiengang in Positiver Psychologie. Als Direktorin der Deutschen Gesellschaft für Positive Psychologie und Mitbegründerin und zweite Vorsitzende des Deutschsprachigen Dachverbandes für Positive Psychologie gehört sie zu den wichtigsten Vertreterinnen dieser psychologischen Fachdisziplin im deutschsprachigen Raum. Ihr Forschungsfeld ist das posttraumatische Wachstum und die Anwendung der Positiven Psychologie in Krisen. Bekanntheit in den Medien erlangte sie unter anderem durch ihre Veröffentlichungen im Bereich des posttraumatischen Wachstums und im Kontext der Bewältigung der COVID-19-Pandemie.

## Beruflicher Werdegang
Mangelsdorf studierte im Doppelstudium Mathematik, Musik und Diplom-Psychologie an der Universität Potsdam. Ab 2008 hielt sie an der Universität Potsdam erste Seminare zum Themenfeld der Positiven Psychologie. Zeitgleich arbeitete sie als Trainerin und Datenanalystin im Forschungsprojekt PEFA (Potsdamer Elterntraining zur Frühförderung autistischer Kinder) am Oberlinhaus Potsdam und der Aktion Mensch.
2011 erhielt sie ein Fulbright-Stipendium, um an der University of Pennsylvania den Master in Angewandter Positiver Psychologie (MAPP) zu absolvieren. Dort studierte und forschte sie bei internationalen Experten, wie Martin Seligman, Barbara Fredrickson und Jonathan Haidt. Nach ihrer Rückkehr aus den USA wurde sie Fellow der Max-Planck-Gesellschaft und promovierte an der Freien Universität Berlin im Rahmen der International Max Planck Research School on the Life Course (LIFE) bei Michael Eid zum menschlichen Wachstum nach einschneidenden Lebensereignissen.
2014 gründete sie gemeinsam mit Christin Celebi die Deutsche Gesellschaft für Positive Psychologie (DGPP), deren Direktorin sie bis heute ist.  Im Rahmen ihrer Tätigkeit an der DGPP bildet Mangelsdorf Fachkräfte aus Psychologie, Wirtschaft und Pädagogik im Feld der Positiven Psychologie aus und setzt sich für die politische und gesellschaftliche Verbreitung des Fachwissens der Positiven Psychologie ein.
2017 ging Mangelsdorf erneut in die USA und beforschte am Institute for Social Research der University of Michigan gemeinsam mit Toni Antonucci die psychoemotionalen Folgen von Krebserkrankungen. Nach ihrer Rückkehr nach Deutschland wurde sie 2021 zur Professorin für Positive Psychologie berufen und ist seither an der Deutschen Hochschule für Gesundheit und Sport tätig. Dort leitet sie Deutschlands ersten Masterstudiengang in Positiver Psychologie an den Standorten Berlin, Hamburg und Ismaning.
2023 wirkte sie in mehreren Folgen der Arte-Serie Unhappy von Ronja von Rönne mit.

## Tätigkeitsfelder

### Forschung
Mangelsdorf forscht im Bereich des Persönlichkeitswachstums nach einschneidenden Lebensereignissen und Krisen. Im Zentrum ihrer Forschungsarbeit steht die Frage, ob menschliches Wachstum das Erleben von Leid voraussetzt. Mangelsdorf beforscht hierzu die psychologischen Phänomene des posttraumatischen und postekstatischen Wachstums, also beschleunigter psychologischer Reifungsprozesse nach stark negativen oder positiven Erfahrungen. Mangelsdorf verbindet in ihrer Forschung beide Konzepte und vertritt die Grundannahme, dass die Wachstumserfahrungen nach positiven und negativen Lebensereignissen vergleichbar sind und eher Ausdruck der Persönlichkeit als der Erfahrung selbst. Im Rahmen der von Mangelsdorf geleiteten größten längsschnittlichen Meta-Analyse der Lebensereignisforschung zeigte sie, dass langfristiges Wachstum durch traumatische, aber auch einschneidend positive Erfahrungen möglich ist und sich die langfristigen Auswirkungen beider Phänomene gleichen.

### Angewandte Tätigkeit
Mangelsdorf ist als Supervisorin für verschiedene Hospizdienste, Kinderhospizdienste und die Opferhilfe des Weißen Rings tätig. Als Lehrcoach und ausgebildete Mediatorin gibt Mangelsdorf zahlreiche Weiterbildungen im Anwendungsfeld der Positiven Psychologie im Kontext von Coaching, Beratung und Therapie.

## Auszeichnungen (Auswahl)
- 2019 Dissertation Award | International Positive Psychology Association – Beste Dissertation in Positiver Psychologie weltweit in den Jahren 2017–2019
- 2013 Promotionsstipendium | Max-Planck-Gesellschaft – Max-Planck-Institut für Bildungsforschung
- 2011 Fulbright-Stipendium | U.S. Department of State & German Department of State – Stipendium für das Masterstudium in Angewandter Positiver Psychologie, University of Pennsylvania, USA

## Veröffentlichungen (Auswahl)
- J. Mangelsdorf: Ziele im Coaching aus Sicht der Positiven Psychologie. In: N. Rose (Hrsg.): Management Coaching und Positive Psychologie. Haufe, Freiburg 2021.
- J. Mangelsdorf: Posttraumatisches Wachstum: Wie Leid Sinn stiften und zu Lebensglück beitragen kann. In: H. Fink, R. Rosenzweig (Hrsg.): Hirn im Glück. Freude, Liebe, Hoffnung im Spiegel der Neurowissenschaften. Books on Demand, 2020.
- J. Mangelsdorf: Posttraumatisches Wachstum. In: Zeitschrift für Psychodrama und Soziometrie. 2020.
- J. Mangelsdorf: Positive Psychologie im Coaching: Positive Psychologie für Coaches Berater und Therapeuten. Springer, Heidelberg 2019.
- J. Mangelsdorf, M. Eid, M. Luhmann: Does growth require suffering? A systematic review and meta-analysis on genuine posttraumatic and postecstatic growth. In: Psychological Bulletin. Advance  online publication. 2019. doi:10.1037/bul0000173
- J. Mangelsdorf: Coping with childbirth: Brain structural associations of personal growth initiative. In: Frontiers in Psychology. Band 8, 2017, S. 1–9. doi:10.3389/fpsyg.2017.01829
- J. Mangelsdorf, M. Eid: What makes a thriver? Unifying the concepts of posttraumatic and postecstatic growth. In: Frontiers in Psychology. Band 6, 2015, S. 1–17. doi:10.3389/fpsyg.2015.00813
- J. Mangelsdorf: Posttraumatic and postecstatic growth in medicine. In: M. W. Snyder (Hrsg.): Positive Health. Balboa Press, Bloomington 2014, S. 208–222.